# 賴布爾縣
賴布爾縣（英語：Raipur district）是印度的一個縣，位於該國中部，由切蒂斯格尔邦負責管轄，面積13,083平方公里，每年平均降雨量1,385毫米，2001年人口3,009,042，人口密度每平方公里230人。

## 外部連結
- 官方网站
- wildlife sanctuaries of Raipur District
- （页面存档备份，存于） List of places in Raipur

20°55′N 82°00′E / 20.917°N 82.000°E